# Pellaea ovata
Pellaea ovata là một loài thực vật có mạch trong họ Adiantaceae. Loài này được (Desv.) Weath. miêu tả khoa học đầu tiên năm 1936.